# Кератолиз
Мелкоточечный кератолиз (МК) — инфекционное поражение кожи стоп, широко встречается во всем мире.
В российской дерматологии эта патология мало известна, и многие практические врачи просто не знают о существовании этого заболевания, хотя часто сталкиваются с ним в практической деятельности.
Причиной развития заболевания считаются Micrococcus sedentarius, а также Pseudomonas aeruginosa. Поражаются заболеванием чаще молодые люди — спортсмены, военнослужащие и др. Риск возникновения заболевания повышает усиленная потливость стоп. У пациентов, страдающих этой болезнью, обычно наблюдается неприятный запах стоп, потливость, изредка незначительный зуд, болезненность при надавливании на поражённые участки. Клинические проявление данной патологии локализуется на коже стоп, особенно пяток, реже — в межпальцевых промежутках. При этом отмечается наличие участков гиперкератоза с большим количеством точечных углублений диаметром 2-6 мм. Эти участки могут сливаться, образуя эрозии. При увлажнении поражённые участки подвергаются мацерации характерного белесоватого цвета. Процесс чаще локализуется симметрично и более выражен на местах давления обувью. Без лечения заболевание может продолжаться неограниченно долго, усиливаясь в тёплое время года.